# 揮別舊愛
〈揮別舊愛〉（英語："Same Old Love"）是美國歌手賽琳娜·戈麥斯的歌曲，於2015年9月10日由新視鏡唱片發行，收錄於她的第二張錄音室專輯《甦醒》。歌曲由戈麥斯、查莉·XCX與羅斯·高倫創作，其製作則由米克爾·埃裏克森協同本尼·布蘭科共同完成。

## 現場表演
戈麥斯於2015年10月9日在艾倫·狄珍妮秀上首次電視轉播了“揮別舊愛”。2015年10月14日，她在吉米·法倫今夜秀中演唱了這首歌曲。